# François Villon
François de Montcorbier o François de Loges, llamado François Villon (París, 1431 o 1432; desaparecido en 1463), fue un poeta francés del siglo XV. Su creación más celebrada es La balada de los ahorcados, escrita cuando esperaba su 
ejecución en la horca.
Los datos acerca de la vida de François Villon son inciertos. Se dice siempre de él que era un marginal. Quienes se han abocado a seguir su itinerario y a estudiar su obra lo pintan como el más ilustre y genuino precursor de la poesía maldita. Fue encarcelado en alguna ocasión, se dice que estuvo involucrado en robos y en asesinatos.

"Balada de las damas de antaño: ¿Dónde está la prudente Eloïse / por quien castraron y quedó monje / aquel Pedro Abelardo en Saint Denís? / A causa de su amor tuvo esa pena. (...) ¿Y Juana, la buena de Lorena que los ingleses quemaron en Ruán? / ¿Dónde, dónde están, Virgen serena? / Y las nieves de antaño, ¿dónde están?"

Estudiante de la Universidad de París, magíster de la Facultad de Artes desde los 21 años, lleva ante todo la vida alegre de un estudiante rebelde en el Barrio Latino. A los 24 años, mata a un sacerdote en una pelea y huye de París. Amnistiado, volvió a exiliarse, un año después, tras el robo del «colegio de Navarra». Recibido en Blois en la corte del príncipe poeta Carlos de Orleans , no logró hacer carrera allí. Luego lleva una vida errante y miserable. Encarcelado en Meung-sur-Loire y puesto en libertad tras la ascensión de Luis XI, regresó a París tras unos seis años de ausencia. Detenido nuevamente durante una pelea, fue condenado a la horca. Después de la llamada, el Parlamento anula la sentencia pero la prohíbe durante diez años; tiene 31 años. Entonces se pierde totalmente la pista.
En las décadas que siguieron a la muerte de Villon, su trabajo se publicó y disfrutó de un gran éxito. El Lais, un largo poema de colegial, y El testamento , su obra maestra, se publicaron en 1489; tendría 59 años. Treinta y cuatro ediciones sucesivas hasta mediados del siglo XVI . Muy pronto, una "leyenda de Villon" tomó forma en diferentes rostros que iban, según la época, desde el bromista sinvergüenza hasta el poeta maldito.
Su trabajo no es de fácil acceso: requiere notas y explicaciones. Su lenguaje (algunos términos han desaparecido o han cambiado de significado) no nos es familiar, así como su pronunciación es diferente a la actual, lo que hace que ciertas rimas sean curiosas en la traducción al francés moderno. Las alusiones al París de su tiempo, en gran parte desaparecido y sometido a la arqueología, su arte de doble sentido y antífrasis a menudo hacen que sea difícil de entender, incluso si la investigación contemporánea ha aclarado muchas de sus oscuridades.

## Su vida
Nacido en abril de 1431 o 1432, se sabe según los registros de la Universidad de la Sorbona y por los archivos judiciales, que su verdadero nombre fue François de Montcorbier. Su padre, probablemente originario de una aldehuela de la Borgoña, dejó la provincia para establecerse en la capital. La madre, nacida en Berry o en Anjou, enviudó cuando François era aun muy pequeño. Por motivos desconocidos, la madre le confió el niño al maestro Guillaume de Villon, canónigo y capellán de Saint-Benoît-le-Bétourné, cuyo apellido adoptó en prueba de gratitud.
Estudió en la facultad de Arte, pero tras obtener una licenciatura, descuida el estudio para correr detrás de la aventura. A partir de esta época, su vida tendrá por telón de fondo la guerra de los Cien Años y su cortejo de brutalidades, hambruna y epidemias. Acusado de asesinar al religioso Philippe Sermoise, su rival en amores, es obligado a huir de París, pero obtiene el perdón en enero de 1456. Poco después participa en el robo del Colegio de Navarra. Entre 1456 y 1461, prosigue sus andanzas por el Valle del Loira, es encarcelado  en el verano de 1461, pero liberado algunos meses más tarde con ocasión de una visita de Luis XI. De vuelta a París, escribe Le Testament y es arrestado una vez más en 1462. Es torturado y condenado a la horca, pero el juicio será casado en apelación en enero de 1463. La pena es conmutada por diez años de destierro de París. Se pierde su rastro después de este último episodio.

## Su obra

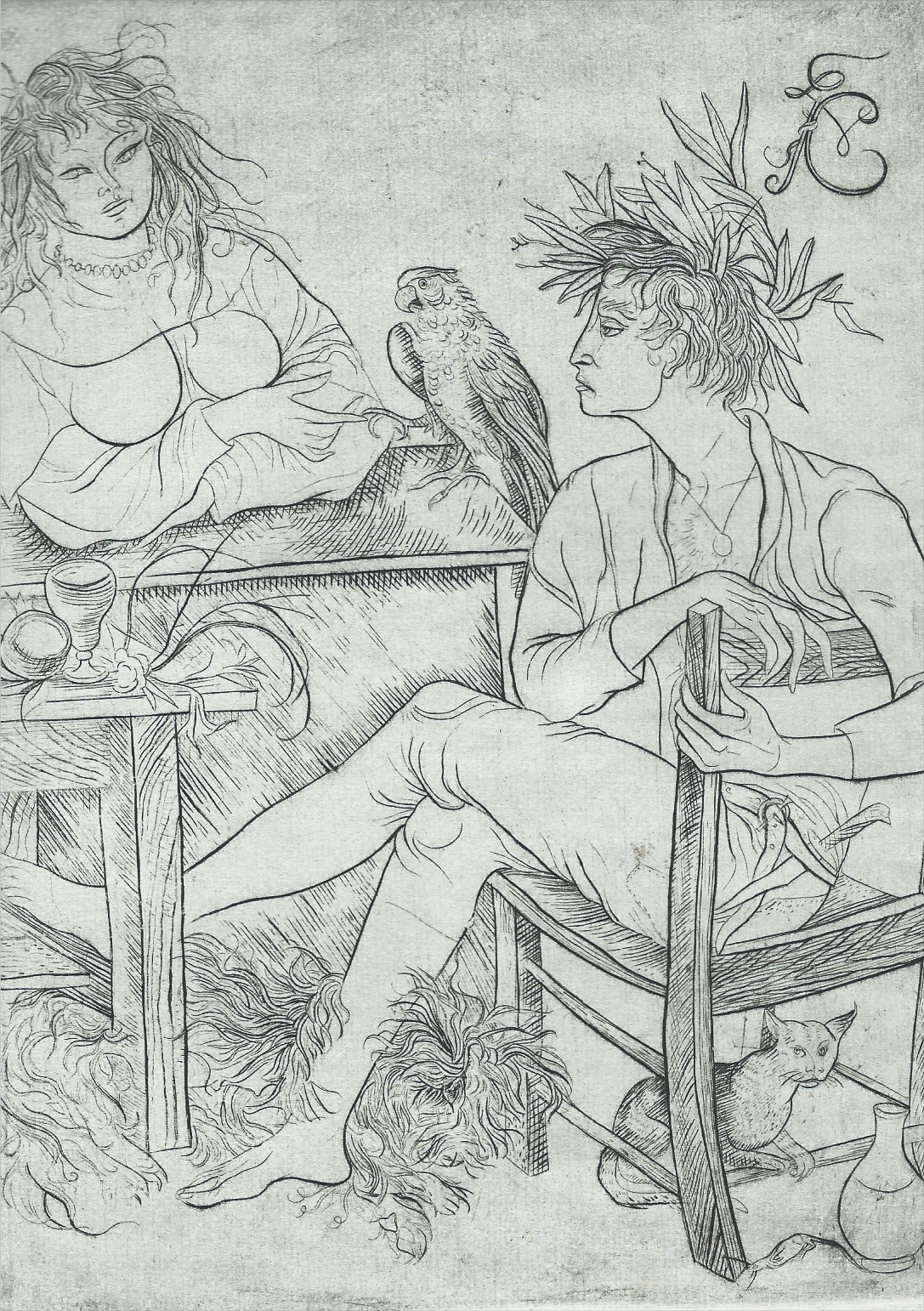
Grabado de Villon, de Federico Cantú.

Villon no renovó la poesía de su tiempo, sino que dio una nueva vida a motivos heredados de la cultura medieval que él conocía a la perfección y los animó con su propia y original personalidad. Así, toma a contrapié el ideal cortés, invierte los valores admitidos celebrando a las gentes destinadas al patíbulo, se entrega de buen grado a la descripción burlesca o a las bromas subidas de tono, y multiplica las innovaciones en el lenguaje. Pero la estrecha relación que Villon establece entre los eventos de su propia vida y su poesía lo lleva a dejar igualmente que la tristeza y la melancolía se apoderen de sus versos. Le Testament (1461), que es considerada como su obra capital, se inscribe como una prolongación del "Legado" (1456), al que se le llama comúnmente, el "pequeño testamento". Ese largo poema de 2023 versos está marcado por la angustia de la muerte a la que el propio Villon acababa de ser condenado y recurre, con una singular ambigüedad, a una mezcla de reflexiones sobre el tiempo, amargas chanzas, invectivas y fervor religioso. Esta combinación de tonos contribuye a dar a la obra de Villon una sinceridad patética que la singulariza respecto a la de sus predecesores.
Villon, ignorado por su tiempo, es redescubierto en el siglo XVI antes de que Marot lo publique. Sus baladas fueron readaptadas por el poeta húngaro György Faludy en los años 1930, con mucho éxito.

## Obras principales
- El Legado (o Pequeño Testamento) (1456).
- El Testamento (o Gran Testamento) (1461).
- La Balada de los ahorcados (1463).
- La Balada del Buen consejo
- Ballade des menus propos.
- La Balada de los  Proverbios.

## Influencia
Yo sé que pobres y ricos 

 Sabios y necios, sacerdotes y lais 

"Noble, villano, amplio y tacaño ..."

 La muerte se apodera sin excepción (Traducción aproximada). 

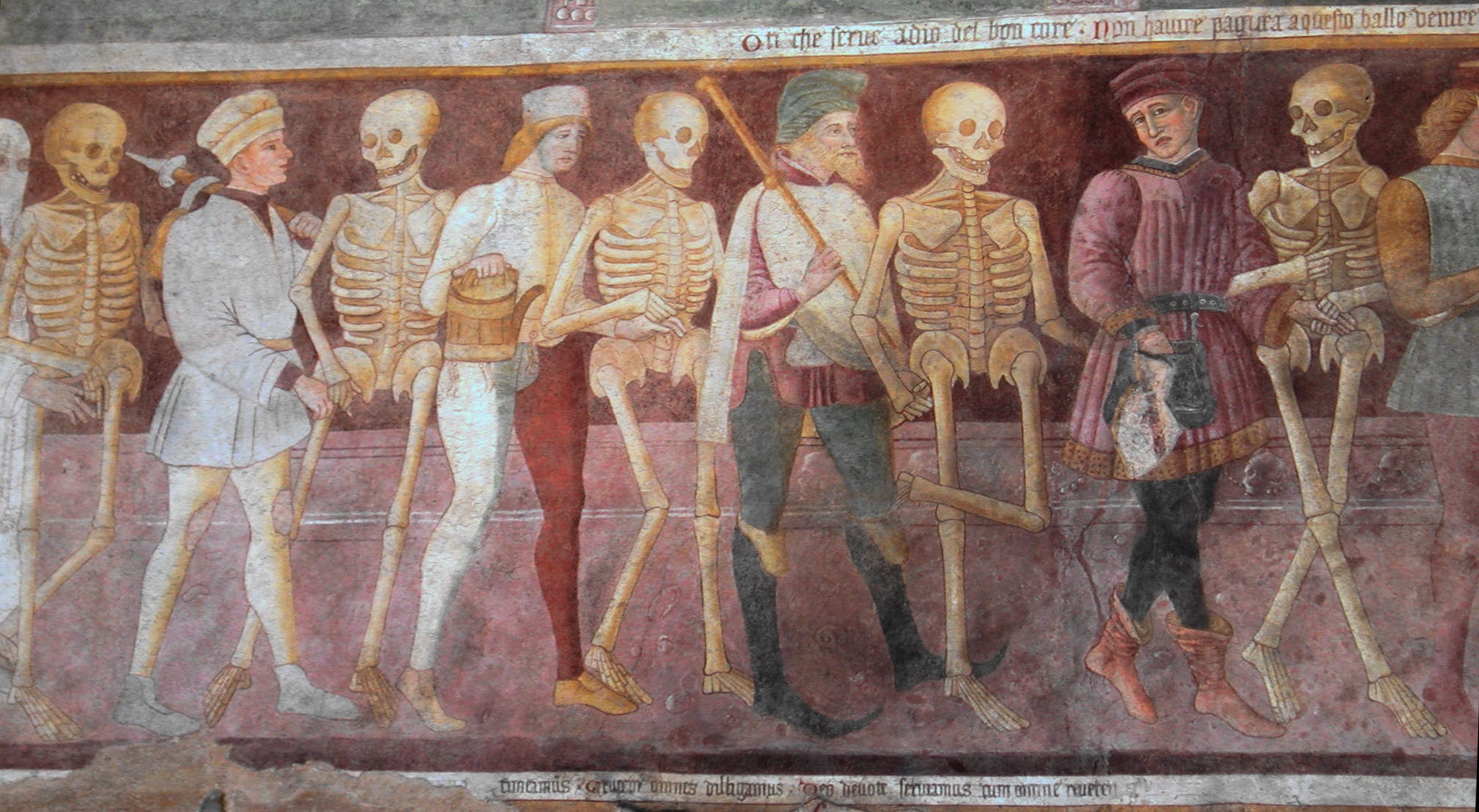
La Danza de la muerte, el gran tema del, símbolo de la igualdad antes de la muerte, está en la pared del cementerio de los Inocentes de 1425.
Yo sé que pobres y ricos
Sabios y necios, sacerdotes y lais
"Noble, villano, amplio y tacaño ..."
La muerte se apodera sin excepción (Traducción aproximada).
"La Danse macabre de Villon, c'est le Testament tout entier". (“La Danza de la Muerte de Villon es el 'Testamento' entero" (Jean Favier)

Se imprimió por primera vez una obra de Villon  en 1489, una edición a la que siguieron varias otras. La última edición casi contemporánea es la que Clément Marot dio en 1533. En ese momento, la leyenda villoniana ya estaba bien establecida. Se desvanece hacia el final del Renacimiento, de modo que  Boileau, que menciona a Villon en su "Art poétique", parece conocerlo sólo de oídas. Recién en el siglo XVIII comenzamos a interesarnos nuevamente por el poeta. Fue redescubierto en el momento Romanticismo, cuando adquirió su estatus como el primer "poeta maldito". A partir de entonces, su notoriedad ya no se debilita. Inspiró a los poetas del expresionismo alemán en particular y fue traducido a muchos idiomas (alemán, inglés, ruso, esperanto, español, japonés, checo, húngaro, lo que le dio una reputación mundial, ya que sus preocupaciones son universales y trascienden las barreras del tiempo y las culturas.

### En la literatura

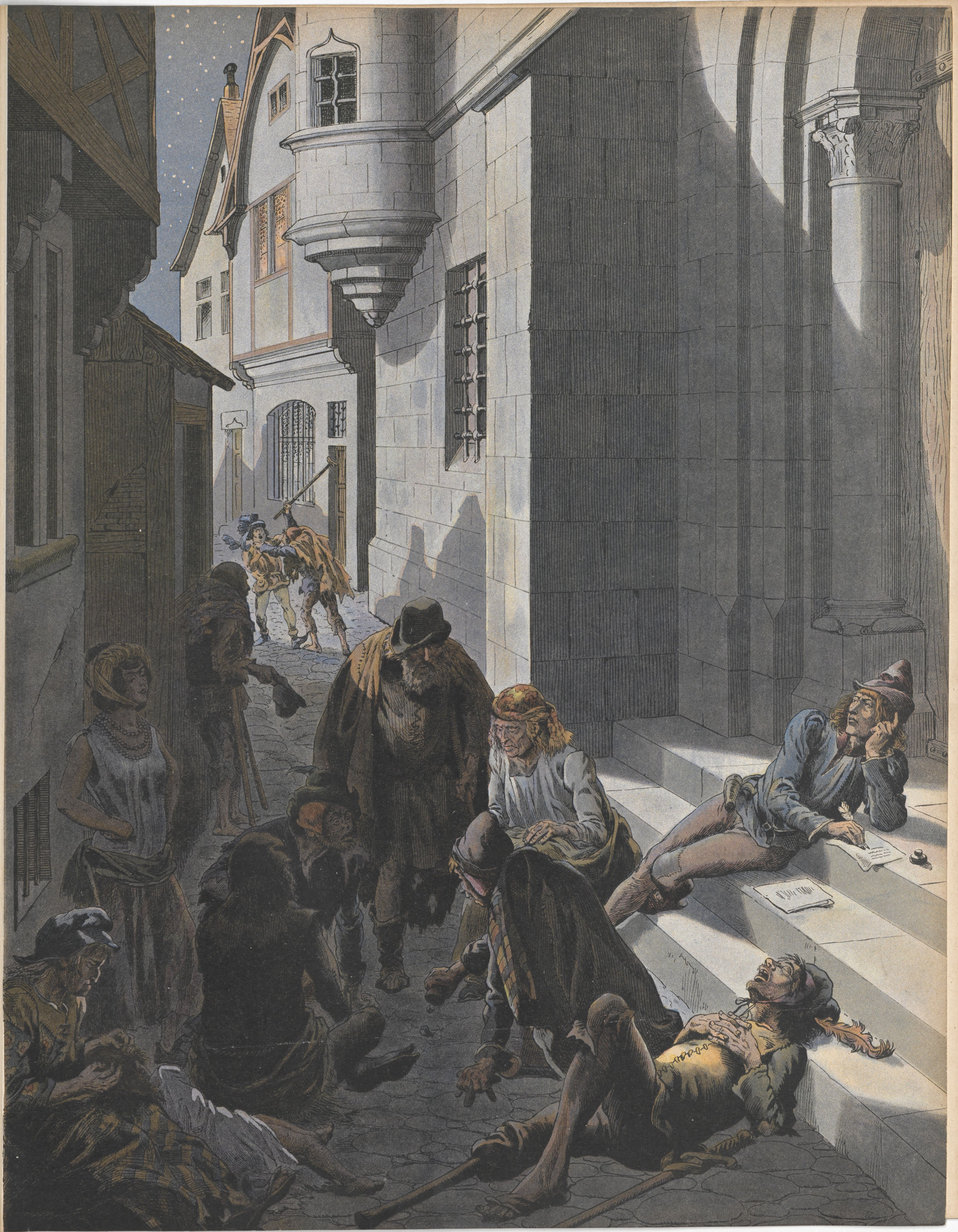
François Villon ilustrado por el ilustrador Job y Georges Montorgueil
(ilustración de un libro para la juventud, 1905).

- François Villon se convirtió en el héroe de la compilación Repues franches, texto que cuenta las peripecias, a veces obscenas, que les sucedieron a personas notables provocadas por Villon y sus compañeros, y que contribuyeron a enriquecer la leyenda sobre Villon.
- François Rabelais hizo de  Villon un personaje total en sus obras Pantagruel y Gargantúa, donde le pinta como un comediante e imagina su vida en 1462.[10]
- Aunque no fue conocido por los primeros románticos como Chateaubriand o Nodier, Villon inspiró, a partir de alrededor de 1830, a todos los demás autores de este movimiento. Algunos reivindican en particularmente su influencia. Es el caso de Victor Hugo, Théophile Gautier, Théodore de Banville, y a los siguientes Arthur Rimbaud (una de cuyas primeras obras es una carta de Charles d'Orléans a Louis XI para pedir la gracia para Villon[11]), Charles Baudelaire, Paul Verlaine, por supuesto Gérard de Nerval, Jean Richepin y su Chanson des gueux, Marcel Schwob y muchos otros.
- Robert Louis Stevenson convirtió a François Villon en el héroe de una de sus historias cortas: "Un alojamiento para la noche - Una historia de Francis Villon".[9]
- Francis Carco escribió una biografía ficticia de Villon: Le Roman de François Villon, en 1926, y su amigo Pierre Mac Orlan el guion de una película de André Zwoboda titulada François Villon (1945), en la que se relatan los últimos días de la vida del poeta, tal y como los imaginó Mac Orlan.
- Tristan Tzara quiso ver el Testamento como una obra codificada basada totalmente en anagramas.
- Leo Perutz, en El Judas de Leonardo, se inspiró en François Villon para uno de sus personajes, Mancino: éste no está muerto, sino que, amnésico, vive en Milán en la época de Leonardo da Vinci.
- Lucius Shepard escribió un relato corto llamado El último testamento en Aztechs. El protagonista es golpeado por la maldición de Villon.
- Jean Teulé se pone en la piel de Villon en su novela Yo, François Villon, publicada en 2006.
- Gerald Messadié escribió una trilogía de novelas titulada Jeanne de L'Estoille (La rose et le lys, Le jugement des loups, La fleur d'Amérique). La protagonista, Jeanne, conoce al personaje ficticio de François Villon. Esta relación comienza con la violación de Jeanne, seguida por el nacimiento de un hijo (François) y luego encuentros, a lo largo de los tres volúmenes, mezclados con sentimientos contradictorios hacia Jeanne. La novela recorre bien toda la vida (romantizada, por supuesto) de François Villon, y el clima de la época (chantaje, guerra, epidemia).
- Osamu Dazai, escritor japonés del siglo XX, escribió una novela titulada La Femme de Villon.[9]
- Ossip Mandelstam, gran lector de Villon, meditó mucho sobre la obra del poeta. Sus libros revelan muchos poemas y trazos.
- Boulat Okoudjava (apodado el "Brassens soviético"), autor y compositor ruso, le dedicó una canción, (Oración de François Villon), en la que el poeta pide a Dios que ayude a los demás (los cobardes, los pobres, etc.) y que no se olvide de él.
- Valentyn Sokolovsky. Noche en la ciudad de las cerezas o la espera de François cuenta la vida de François Villon en forma de recuerdos de una persona que conoce al poeta y cuyo nombre se encuentra en las líneas del Gran Testamento (en ruso, 112 p., Kiev, Ucrania, 2013).
- Es un personaje menor pero importante (de unos 400 años) en la novela de fantasía   de Tim Powers, que generalmente se refiere a él como "Des Loges" en la novela.
- Raphaël Jerusalmy lo convierte en un personaje importante en su novela La confrérie des chasseurs de livres (Actes Sud 2013). Luis XI encargó a Villon la misión de traer manuscritos antiguos de Palestina.

### En el teatro
- Théodore de Banville se inspiró en ella para su obra Gringoire.
- Bertolt Brecht se inspiró en ella para su La ópera de los tres centavos.
- Su vida inspiró la obra de teatro en cuatro actos "Si yo fuera rey", de Justin Huntly McCarthy, estrenada en 1901 en el teatro de Broadway; el autor escribió una novela, Si yo fuera rey, en 1902.
- El rey vagabundo, un musical creado en 1925 por Rudolf Friml, está basado en la obra de Justin Huntly McCarthy.
- Kinski spricht Villon, actuaciones de Klaus Kinski.
- Băno Axionov ha dirigido y actuó en la obra Muero de sed sobre el arroyo, basada en los poemas de François Villon.

### En la canción y la música
La lluvia nos ha degradado y lavado

Y el sol reseco y ennegrecido.

"Las urracas y los cuervos nos han sacado los ojos

Y nos arrancaron la barba y las cejas.

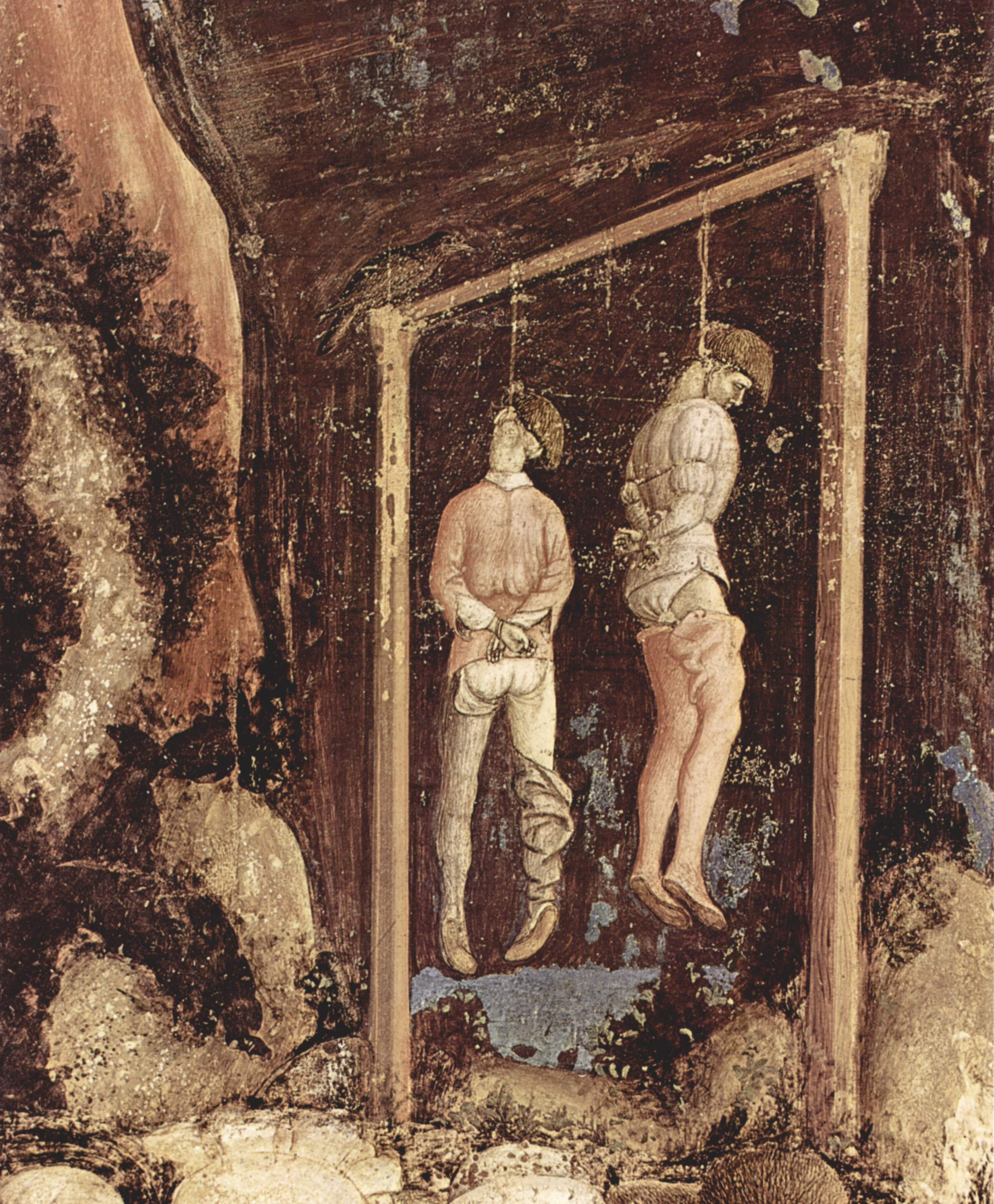
Fresco de la iglesia de Sant' Anastasia en Verona
La lluvia nos ha degradado y lavado
Y el sol reseco y ennegrecido.
"Las urracas y los cuervos nos han sacado los ojos
Y nos arrancaron la barba y las cejas.

- En 1910, Claude Debussy compuso "Tres baladas de François Villon".
- En 1929, Jean Cartan compuso "Trois poèmes de François Villon".
- En 1951, Léo Ferré puso música a la primera cuarteta de la Ballade des pendus en su obra De sac et de cordes. El texto fue cantado por el coro Raymond Saint-Paul.
- En 1953, Georges Brassens puso música a la Ballade des dames du temps jadis', extraída del El Testamento.[12]
- En 1957, Jacques Douai fue el primero en ponerle música a toda la Ballade des pendus.
- En 1959, Léo Ferré escribió la canción La poésie fout l'camp, Villon! en la que se dirige fraternalmente al poeta para deplorar la estupidez de su propia época.[13] Catherine Sauvage grabó una versión en 1961 y Jean Vasca en 1993.
- Ese mismo año, Félix Leclerc puso música a extractos del pequeño testamento de François Villon (álbum Félix Leclerc et sa guitare Vol. 3).
- En 1960, Serge Reggiani cantó la Ballade des dames du temps jadis, la Ballade des femmes de Paris, Le Lais, la canción Au retour de dure prison? En 1968, cantó "La Ballade des pendus" con música de Jean-Jacques Robert.
- Ese mismo año, Monique Morelli cantó "La Ballade des pendus" con música de Lino Léonardi.
- En 1964, Bob Dylan, en varias entrevistas, admitió la influencia de François Villon, y en particular lanzó el álbum The Times They Are a-Changin' donde en la contraportada del disco hay un poema 11 OUTLINED EPITAPHS, considerado como la decimoprimera obra del álbum (que sólo tiene diez canciones), donde hay una paráfrasis "ah ¿dónde están las fuerzas de antaño? " de la traducción inglesa comúnmente aceptada de las "Nieves de antaño" de la Balada de las damas muertas de Dante Gabriel Rossetti.[14]
- En 1967, Boulat Okoudjava, un poeta ruso, puso música a su poema La prière de François Villon.
- En 1974, Monique Morelli publicó un álbum entero dedicado a los poemas de François Villon.
- En 1978, Daniel Balavoine citó a Villon en su canción Le Français est une langue qui résonne ("Moi qui m' crois bon Français je sens que je déconne, / De mes mots censurés que Villon me pardonne...")
- En 1980, Léo Ferré volvió a poner música a la Ballade des pendus, esta vez en su totalidad, bajo el título La Violence et l'Ennui-Frères humains, l'amour n'a pas d'âge. Entrelaza uno de sus poemas con el de Villon. Esta canción es utilizada por Jean-Luc Godard en su película de 1982 Passion.
- En 1983, Stephan Eicher citó la Ballade des pendus (puis ça, puis là, comme le vent varie) en su primer sencillo en solitario La Chanson bleue.
- En 1987, la banda Little Nemo publicó la canción Ballade des pendus en su álbum Past and Future.
- En 1995, La Tordue se inspiró en el Balada de la buena doctrina a los de la mala vida en su canción Las Grandes Armas versionando el estribillo Todo a las tabernas y a las chicas. (álbum Les Choses de rien).
- En 1997, el compositor Arthur Oldham escribió Le Testament de Villon para solistas, coro y orquesta.
- En 1998, Richard Desjardins se inspiró en la obra de Villon y más concretamente en la Ballade des pendus' para su canción Lomer (À la Frenchie Villon) (álbum Boom Boom).
- En 1999, Le Weepers Circus se inspiró en la Ballade des menus propos para la canción Ô Prince (álbum L'épouvantail).
- En 2002, Renaud le rindió homenaje en su canción Mon bistrot préféré (álbum Boucan d'enfer).
- En el mismo año, Corvus Corax, una banda alemana de música medieval, puso música a su Ballade de Mercy (álbum Seikilos).
- En 2009, el grupo Black Death puso a cantar la Ballade contre les ennemis de la France bajo el nombre de Ballade cuntre les anemis de la France (álbum Ballade cuntre lo Anemi francor).
- Ese mismo año, el grupo Eiffel versionó el texto de Villon de la colección Le Testament en su canción Mort j'appelle (álbum À tout moment).
- En 2013, Lucio Bukowski citó uno de los versos más famosos de Villon en el estribillo de Psaumes métropolitains: Je meurs de soif auprès de la fontaine.
- En 2014, el grupo La Souris Déglinguée cantó una canción titulada François Villon.
- En 2016, Rêve en scène produjo a Jean-Bruno Chantraine en Córcega para un Villon, coupable d'idéal',[15] con numerosos poemas musicados, sobre propuestas de puesta en escena y asociación musical de Jean-Louis Lascoux.[16]
- En 2019, el rapero Nekfeu se refiere a Villon en la canción Pair d'As (álbum Poison ou Antidote) en la que participa Dadju, con la línea J'ai planté personne, je suis pas Villon.